# Buthacus ziegleri
Espèce
Buthacus ziegleri est une espèce de scorpions de la famille des Buthidae.

## Distribution
Cette espèce est endémique de la région de Drâa-Tafilalet au Maroc. Elle se rencontre vers Erfoud, Merzouga et Rissani,.

## Description
Buthacus ziegleri mesure de 43 à 65 mm.

## Systématique et taxinomie
Cette espèce a été décrite par Lourenço en 2000.
Buthacus mahraouii et Buthacus leptochelys algerianus ont été placées en synonymie par Kovařík, Lowe et Šťáhlavský en 2016 puis relevées de synonymie par Lourenço en 2017.

## Étymologie
Cette espèce est nommée en l'honneur de Thomas Ziegler.

## Publication originale
- Lourenço, 2000 : « A new species of Buthacus Birula from Morocco (Arachnida: Scorpiones: Buthidae). » Faunistische Abhandlungen Staatliches Museum für Tierkunde Dresden, vol. 22, no 1, p. 5–9.